# فيرا أوردسون
فيرا مارتا بيرجيتا أوردسون (بالسويدية: Vera Oredsson)‏، من مواليد 21 فبراير 1928 في برلين، نازية ألمانية المولد ونشطة في السويد.

## سيرة شخصية
كان والد فيرا مهندسًا ألمانيًا وجنديًا وعضوًا في مفرزة العاصفة، وكانت هي نفسها عضوًا في رابطة الفتيات الألمانية، الجناح النسائي لشباب هتلر لحزب العمال الوطني الاشتراكي الألماني. خلال معركة برلين، أصيب منزل عائلتها بقنبلة نارية. أنتقلت مع أخيها الصحفي فولك شيمانسكي وأمها السويدية إلى السويد في أبريل 1945 كلاجئة عبر الحافلات البيضاء. هناك في عام 1950، تزوجت من سفين أولوف ليندهولم،  زعيم الاتحاد الاشتراكي السويدي. لكنهم تطلقوا في عام 1962، ثم تزوجت من غويران آسسر أوردسون، زعيم حزب مملكة الشمال.
في عام 1960، انضمت أوردسون إلى الرابطة الوطنية الاشتراكية القتالية في السويد، وأصبحت سكرتيرة الحزب في عام 1962. في عام 1975، خلفت زوجها كزعيمة للحزب، وبالتالي أصبحت أول سويدية تشغل زعامة حزب في السويد. بعد بضع سنوات، في عام 1978، عاد زوجها ليصبح زعيم الحزب مرة أخرى.
اتهمت أوردسون في عام 1973 بخرق قانون الزي السياسي عندما ارتدت هي وزوجها ونائب زعيم الحزب هاينز بورغميستر شارات معقوفة. ادعت أوريدسون أن الصليب المعقوف لم يكن رمزًا سياسيًا، بل رمزًا روحيًا، وقال إن الأشرطة لم تُلبس إلا على أرض وملكيات خاصة. محكمة فاربرغ المحلية أفرجت عنهم.
ظهرت في فيلم وثائقي، أنتجته هيئة الإذاعة النرويجية، شركة البث العامة في النرويج، بعنوان " Rasekrigerne " («مقاتلوا العِرق»). كان الفيلم الوثائقي عبارة عن مجموعة من اللقطات انضمت للمظاهرات والنشاط والمقابلات التي أجرتها حركة المقاومة الشمالية، وهي منظمة نازية جديدة تشغل أوردسون عضويتها. في الفيلم الوثائقي، تنعي زوجها المتوفى غوران، الذي توفي في عام 2010، وتقول «قد يعتني الفوهرر به. وإذا لم يكن الفوهرر موجودًا، فعندئذ يرعاه الله.» 
في مقاتلوا العِرق، كشفت عن حضورها السنوي للاجتماعات السرية في برلين مع قدامى المحاربين الآخرين في النازية.
في 27 فبراير 2018، أدينت أوردسون بالتحريض على الكراهية العنصرية بعد اتهامها بإعطاء التحية النازية في أحد مظاهرات حركة المقاومة الشمالية في بورلانجي  ولكنها برأت ساحتها في وقت لاحق.
في انتخابات 2018 في السويد، ترشحت أوردسون للبرلمان، لتمثل حركة المقاومة الشمالية. خسرت، ولكنها لو فازت، فإن ذلك كان سيجعلها أكبر عضو في البرلمان، حيث أنها أكبر بست سنوات من عمر أكبر النواب الحاليين.